# Pentherichthys venustus
Pentherichthys venustus är en fiskart som först beskrevs av Regan och Ethelwynn Trewavas 1932.  Pentherichthys venustus ingår i släktet Pentherichthys och familjen Oneirodidae. Inga underarter finns listade i Catalogue of Life.